# Прапор Пушкіно
Місто Пушкіно Московської області РФ має власну символіку: герб та прапор. Міську символіку прийнято 24 червня 2010 року.
Прямокутне двостороннє зелене полотнище з співвідношенням ширини до довжини 2:3, яке відтворює композицію міського герба у малиновому, жовтому, оранжевому та блакитному кольорах.

## Опис
У зеленому полі між звисаючими по сторонах пурпуровими пологами з золотою бахромою, підхопленою виступаючими за краї щита зав’язками пурпурового кольору з золотими китицями – золотий верхній ярус дзвіниці з церковним шатром завершеним чотирипроменевим, візерунковим на кінцях хрестом з однією видимою аркою, яка заповнена блакиттю та обтяженою дзвоном того ж металу.

## Обґрунтування символіки
Символіка золотої дзвінці у гербі міського поселення Пушкіно багатозначна:
Дзвіниця символізує багаті церковні традиції – поселення стало домовою вотчиною московських патріархів.
Дзвіниця – символ однієї з найдавніших пам’яток Пушкіно – церкви святого Миколая, яка була збудована у 1692 році.
Дзвіниця з аркою – алегорія старої Троїцької дороги, яка веде в Троїце-Сергієву лавру до мощей преподобного Сергія Радонезького.
Дзвін – символ надихаючої божественної сили, заклику.
За навіс символічно показує важливу подію в історії міста – виникнення тут Московського загальнодоступного художнього театру (МХТ, з 1920 року МХАТ).
Золото – символ багатства, сталості, поваги та інтелекту, вищої сили.
Пурпур – символ слави, благородства, стародавності походження, вищої влади.
Зелений колір – символ природи, здоров’я молодості, життєвого росту, символічно показує розташування міста серед лісових масивів.
Блакитний колір – символ краси, величі, духовності, також він відображає географічне розташування Пушкіно у міжріччі Клязьми, Серебрянки, Учі та на березі Учинського водосховища
.